# Sveriges Violinbyggarmästare
Sveriges Violinbyggarmästare, SVM, grundades 2003 och är Sveriges branschförbund för utbildade violinbyggare och stråkmakare.
Förbundets ordinarie medlemmar har erövrat mästarbrev inom sitt yrke, associerade medlemmar innehar gesällbrev.
Förbundet viktigaste mål är att borga för kvalitativt högtstående arbeten och god etik i mötet mellan yrkesutövare och kund. För att uppnå dessa mål arbetar förbundet med fortbildning av sina medlemmar. Vidare företräder förbundet branschens intressen gentemot myndigheter och utbildningsarrangörer. Bland förbundets medlemmar hämtar Sveriges hantverksråd de personer som anförtros uppgiften att granska ansökningar om gesäll- och mästarbrev inom yrket.